# Моррисон, Рэйчел
Рэйчел Моррисон (англ. Rachel Morrison; род. 27 апреля 1978, Кембридж, Массачусетс) — американский кинооператор. Первая женщина, номинированная на премию «Оскар» за лучшую операторскую работу («Ферма „Мадбаунд“»).

## Биография
Выросла в Кембридже, штат Массачусетс. Закончила Нью-Йоркский университет и консерваторию Американского института киноискусств. Дебютировала в качестве кинооператора на съёмках короткометражной ленты «Алхимия» (2002). Наиболее известна по фильмам «Станция „Фрутвейл“» режиссёра Райана Куглера и «Ферма „Мадбаунд“» режиссёра Ди Рис. За работу в последней картине получила номинацию на премию Американского общества кинооператоров, став первой женщиной, номинированной на эту награду в категории лучшая операторская работа в кинофильме. Член Американского общества кинооператоров.

## Избранная фильмография
- 2019 — Опасная роль Джин Сиберг / Seberg (реж. Бенедикт Эндрюс)
- 2018 — Чёрная пантера / Black Panther (реж. Райан Куглер)
- 2017 — Ферма «Мадбаунд» / Mudbound (реж. Ди Рис)
- 2015 — Наркотик / Dope (реж. Рик Фамуйива)
- 2014 — Торт / Cake (реж. Дэниел Барнз)
- 2013 — Станция «Фрутвейл» / Fruitvale Station (реж. Райан Куглер)
- 2012 — Сейчас или никогда / Any Day Now (реж. Трэвис Файн)
- 2011 — Звук моего голоса / Sound of My Voice (реж. Зал Батманглидж)